# Oddział Hematologii i Transplantacji Szpiku Śląskiego Uniwersytetu Medycznego w Katowicach
Oddział Hematologii i Transplantacji Szpiku Śląskiego Uniwersytetu Medycznego w Katowicach – oddział szpitalny mieszczący się w katowickiej dzielnicy Śródmieście, przy ul. Dąbrowskiego.

## Historia
Oddział od początku swojego istnienia prowadzony był przez czterech lekarzy:
- 1980–2008: prof. dr hab. n. med. Jerzy Hołowiecki
- 2008–2017: prof. dr hab. n. med. Sławomira Kyrcz-Krzemień
- 2017: prof. dr hab. n. med. Mirosław Markiewicz

Obecnie lekarzem kierującym oddziałem jest prof. dr hab. n. med. Grzegorz Helbig.

## Techniki leczenia
Oddział dysponuje różnorodnymi technikami leczenia. Zajmuje się on między innymi:
- izolowaniem komórek macierzystych z krwi obwodowej i ze szpiku kostnego w separatorach komórkowych przy użyciu systemu Spectra Optia 10100
- metodą immunofluorescencji przepływowej z wykorzystaniem cytometru przepływowego Coulter Epics XL i FACS CANTO II badania immunofenotypu komórek nowotworowych i prawidłowych
- długo- i krótkoterminowymi hodowlami szpiku, badaniami kariotypu metodami cytogenetyki klasycznej i molekularnej, wykorzystaniem techniki FISH w poszukiwaniu nieprawidłowości o istotnym znaczeniu rokowniczym np. delecji 17p/TP53 w przewlekłej białaczce limfocytowej elektroforeza kwasów nukleinowych
- techniką PCR (np. CMV, EBV, BCR/ABL metoda jakościowa i ilościowa, PML/RAR-alfa, CBF/MYH11, RUNX1/RUNX1T1, FLT3-ITD jakościowo i ilościowo, JAK2V617F, CALR, FIP1L1-PDGFRA, NPM1, CEBPA)
- metodą immunoenzymatyczną i biomolekularną, które służą do badań wirusologicznych i oznaczania stężenia leków
- analizatorami hematologicznymi – Sysmex 2000 i Sysmex 2100[1].

## Działalność naukowa
Klinika uczestniczy w wielu krajowych i międzynarodowych projektach badawczych. Część badań realizowana jest w ramach grantów przyznawanych przez Ministerstwo Nauki i Szkolnictwa Wyższego. Jako jedyny ośrodek z krajów Europy Środkowo-Wschodniej, klinika brała udział w badaniach zróżnicowania fenotypów słabych antygenów zgodności tkankowej w światowych populacjach w ramach Warsztatów Słabych Antygenów, zorganizowanych przez Uniwersyteckie Centrum Medyczne w Lejdzie. Wyniki analiz przed-stawiono w „Plos Genetics, Bone Marrow Transplantation” oraz w „Biology of Blood and Marrow Transplantation”.

## Działalność dydaktyczna
Oddział ma również niezwykle rozbudowaną działalność dydaktyczną. Prowadzone są zajęcia:
- ze studentami III roku z diagnostyki laboratoryjnej
- ze studentami IV roku z transplantologii

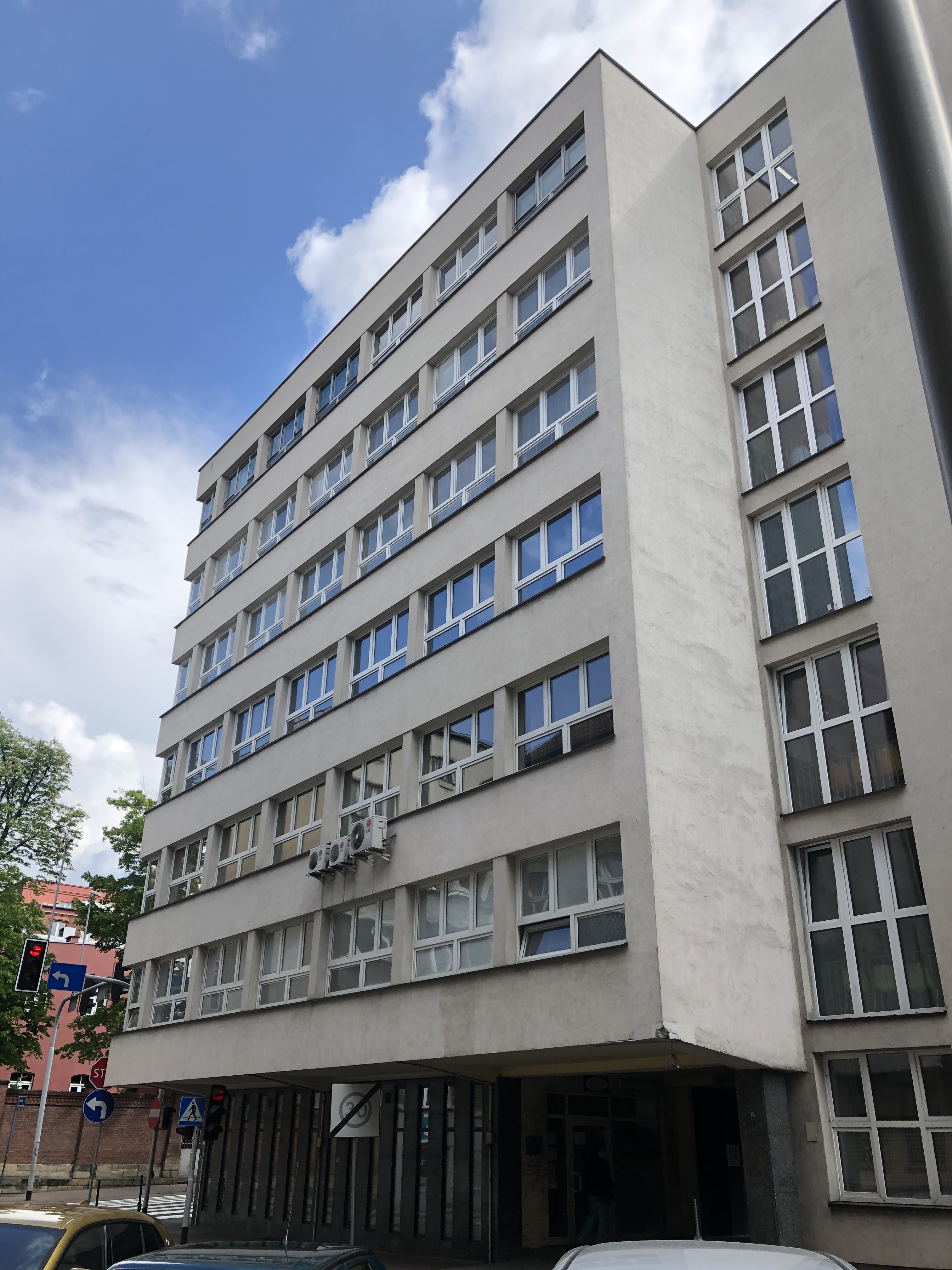
Budynek Oddziału Hematologii i Transplantacji Szpiku od strony ul. Dąbrowskiego

- Budynek Oddziału Hematologii i Transplantacji Szpiku od strony ul. Dąbrowskiegoze studentami V roku – wykłady i ćwiczenia z zakresu chorób wewnętrznych
- ze studentami VI roku – ćwiczenia z lecznictwa ambulatoryjnego
- w języku angielskim – dla studentów anglojęzycznych, głównie amerykańskich, z zakresu hematologii klinicznej                                                                                                                                                                                 Oprócz tego prowadzone są kursy specjalizacyjne w ramach hematologii i transplantologii klinicznej

## Instytucje i stowarzyszenie współpracujące z oddziałem
- Fundacja przy Samodzielnym Publicznym Szpitalu Klinicznym im. A. Mielęckiego Śląskiego Uniwersytetu Medycznego, ul. Francuska 20-24, Katowice
- Stowarzyszenie Pacjentów Chorych na Hemofilię
- Polskie Towarzystwo Hematologów i Transfuzjologów – oddział w Katowicach
- Regionalne Centrum Krwiodawstwa i Krwiolecznictwa, Katowice ul. Raciborska 15

## Akredytacje i certyfikaty
- Akredytacja EBMT (European Group of Blood and Marrow Transplantation) na wykonywanie transplantacji od dawców niespokrewnionych (EBMT Accredited Unrelated Donor Bone Marrow Transplant and Harvest Centre No. 677).
- Akredytacja NMDP (National Marrow Donor Program) (NMDP Accredited Transplant Center 471)
- Członkostwo IBMTR (International Bone Marrow Transplant Registry) (IBMTR Team Number 283)
- Certyfikaty jakości cytometrii przepływowej i członkostwo EWGCCA.
- Akredytacja Narodowego Programu Dawców Szpiku USA (NMDP – National Marrow Donor Program)

## Przeszczep 4000
Oddział Hematologii i Transplantacji Szpiku Samodzielnego Publicznego Szpitala Klinicznego im. A. Mielęckiego Śląskiego Uniwersytetu Medycznego w Katowicach jest największym ośrodkiem transplantacyjnym w Polsce. Od 1991r. do dnia 12 marca 2018r. przeprowadzono łącznie 4 tys. przeszczepów szpiku. W trakcie krótkiego reportażu, który powstał z tej okazji, możemy zobaczyć personel oddziału i ogrom pracy jaki został włożony w czasie 27 lat pracy.